# IC 4465
IC 4465 је спирална галаксија у сазвјежђу Волар која се налази на листи објеката дубоког неба у Индекс каталогу.
Деклинација објекта је + 15° 34' 23" а ректасцензија 14h 35m 51,1s. Привидна величина (магнитуда) објекта IC 4465 износи 15,5 а фотографска магнитуда 16,3.